# Бородаевские Хутора
Борода́евские Хутора́ (укр. Борода́ївські Хутори́) — село Каменского района Днепропетровской области Украины. Входит в Верхнеднепровскую городскую общину. До создания общины в 2017 году, а также административно-территориальной реформы 2020 года принад Заречанскому сельскому совету Верхнеднепровского района.
Код КОАТУУ — 1221085502. Население по переписи 2001 года составляло 310 человек.

## Географическое положение
Село Бородаевские Хутора находится на левом берегу реки Домоткань,
выше по течению примыкает село Корнило-Наталовка,
ниже по течению примыкает село Заречье.
Рядом проходит автомобильная дорога Н-08.